# Гирман
Гирма́н (рос. Гырман) — село у складі Ніколаєвського району Хабаровського краю, Росія. Входить до складу Магинського сільського поселення.

## Населення
Населення — 68 осіб (2010; 85 у 2002).
Національний склад (станом на 2002 рік):
- росіяни — 90 %